# Бонг
Бонгът е вид устройство, което се използва за пушене най-често на марихуана, тютюн и др. вещества.
Той се е използвал в азиатските страни (най-вече Лаос и Тайланд) в продължение на векове. В западния свят е познат сравнително от скоро (70-те години).
Фабрично направените бонгове имат по-различно устройство от саморъчните. При първите, тръбичката, която държи цигарата (веществото, което се пуши) завършва под вода (може и ароматизирана) и чрез силата на всмукване димът преминава през нея достигайки горната камера на бонга. По този начин парите се охлаждат и по-големите частици от изгарянето се абсорбират от течността. Горната камера разполага също така с една малка дупка, която се запушва от пушача, докато димът навлиза в тази част. След като камерата е пълна, дупката се отпуска, навлиза въздух и парите се всмукват по-лесно.
Собственоръчно направеният Бонг най-често представлява пластмасово шише с пробита дупка встрани. В дупката се слага някаква тръбичка или се пуши директно. На гърлото на бутилката се поставя станиол с няколко на брой много малки отвори. Върху него се поставя продуктът (марихуана, хашиш, тютюн и др.) и се запалва. Подобно на фабричния бонг се пуши през дупката/тръбичката. Много често шишето погрешно се пълни с вода или друга течност (използва се и алкохол) на ниво 2 – 3 сантиметра под тръбичката с цел абсорбиране на вредните газове и ароматизация на дима. Това обаче е излишно, ако продуктът се поставя на гърлото на шишето, защото парите нямат почти никакъв контакт с течността след като не минават през нея. Бонгът обаче може да бъде направен, като точно копие на фабричните. В такъв случай течността е от полза.